# Heteropoda raveni
Heteropoda raveni är en spindelart som beskrevs av Davies 1994. Heteropoda raveni ingår i släktet Heteropoda och familjen jättekrabbspindlar.
Artens utbredningsområde är Queensland. Inga underarter finns listade i Catalogue of Life.